# يوميات مجلس الشيوخ (كتاب)
يوميات مجلس الشيوخ (بالإنجليزية: A Senate Journal)‏ هو كتاب غير أدبي للكاتب الأمريكي ألن دروري نشر في عام 1963.

## الموضوع
ويحكي الكاتب مذكراته عن الفترة التي قضاها مراسلا صحفيا في مجلس الشيوخ الأمريكي. حيث انتقل في عام 1943 إلى واشنطن العاصمة. ويسجل في الكتاب انطباعاته ووجهات نظره عن أعضاء مجلس الشيوخ ومجلس الشيوخ نفسه. ويحكي عن الرئيس الأمريكي ترومان ورحلته من كونه سناتور إلى كونه رئيسا للولايات المتحدة، كما يحكي عن الرئيس فرانكلين روزفلت وعلاقاته المثيرة للجدل مع مجلس الشيوخ.